# Nižněnovgorodský kreml
Nižněnovgorodský kreml (rusky Нижегородский кремль) je historický kreml na soutoku řek Volhy a Oky v Nižním Novgorodě. Je nejenom cenným historickým objektem, ale také důležitým administrativním centrem. Sídlí zde zplnomocněný představitel prezidenta Ruské federace v Povolžském federálním okruhu, gubernátor Nižněnovgorodské oblasti a starosta Nižního Novgorodu.

## Historie

### Vojenská pevnost
Nižnij Novgorod byl založen roku 1221 vladimirským velkoknížetem Jurijem II. Vsevolodovičem jako dřevěná pevnost. Prvním kamenným prvkem kremlu byla Dmitrijova věž, zbudovaná roku 1374 na popud knížete Dmitrije Konstantinoviče Suzdalského (nedochovala se).
Za panování velkoknížete Ivana III. začal hrát Nižnij Novgorod roli pohraniční bašty a byl také místem, kde se shromažďovala vojska Moskevského velkoknížectví na tažení proti Kazaňskému chanátu. Je proto pochopitelné, že vyvstala potřeba zbudovat odolnou kamennou pevnost. Roku 1500 se tak v horní části města začalo výstavbou Tverské (dnes Skladové) věže. Práce však byly přerušeny roku 1505 nájezdem kazaňského chána Muhammada Amina. Stavba byla potom obnovena roku 1508, přičemž v jejím průběhu došlo roku 1513 k velkému požáru, který zničil starý dubový kreml. Rozsáhlá kamenná pevnost byla hotova roku 1515. Významný podíl na její podobě měl architekt italského původu Pietro Francesco, který vstoupil do služeb Ivana III.

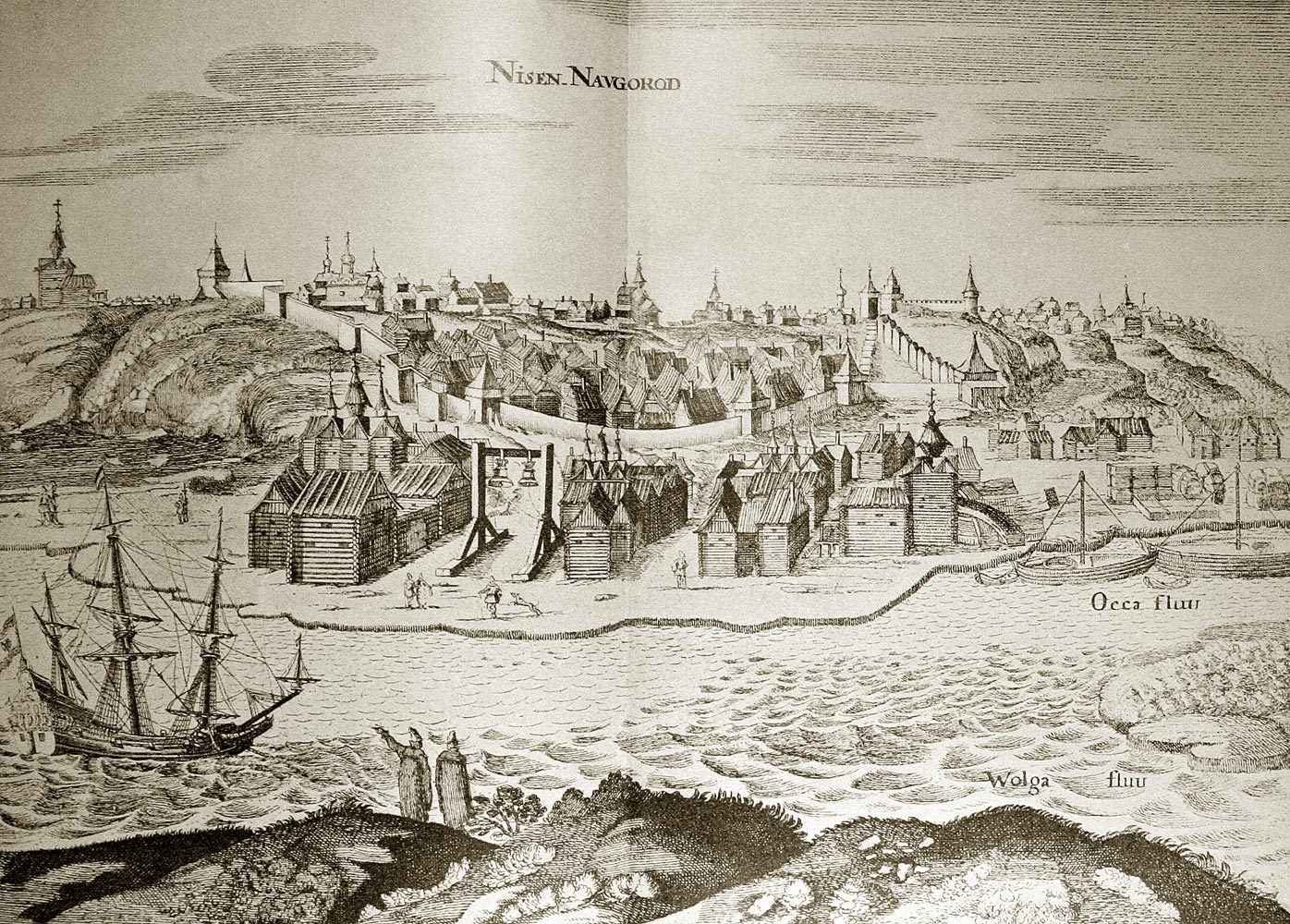
Nižněnovgorodský kreml na vyobrazení německého cestovatele Adama Olearia z roku 1636

Dvoukilometrová hradba byla zpevněna 13 věžemi, z nichž bylo 5 věžových bran čtvercového půdorysu a 8 obyčejných kulatých. Ve vrchní části byl vyhlouben 2,5–4 m hluboký suchý příkop, široký 25–30 m. Uprostřed byl pravděpodobně vyhlouben ještě druhý užší příkop, naplněný vodou (tedy vodní příkop v suchém příkopu).
V 16. století byl kreml mnohokrát napaden a obléhán (1521, 1536, 1574), avšak ani jednou nebyl dobyt. Po pádu Kazaně a anexi Kazaňského chanátu Ruskem roku 1552 ovšem ztratil svůj vojenský význam.
O síle vojenské posádky v 16. století není nic známo, dochované údaje pochází až z 17. století, kdy již měla malý význam. Tehdy zde bylo okolo 20 děl, převážně malého kalibru (píšťaly a hákovnice).

### Administrativní centrum
V lednu 1714 byla na příkaz Petra I. Velikého založena Nižněnovgorodská gubernie. Tehdy se stal Nižněnovgorodský kreml jejím administrativním centrem i administrativním centrem celého města.
Za vlády Kateřiny II. Veliké proběhla rekonstrukce kremlu, při které byla rozebrána střecha zakrývající cimbuří, následkem čehož došlo postupně k narušení hradeb vlivem srážek. Samotné ozubení cimbuří bylo zkráceno více než na polovinu. Vnější opevnění hlavní věže bylo odstraněno a v letech 1834–1837 byl zasypán příkop, což snížilo výšku kremelských hradeb o 4 metry. Došlo tím také k zasypání nejnižších pater věží, do kterých vnikala střílnami vlhkost, a stavby tak ničila. V tomto období byl také celý kreml natřen na bílo, střechy získaly červenou barvu.

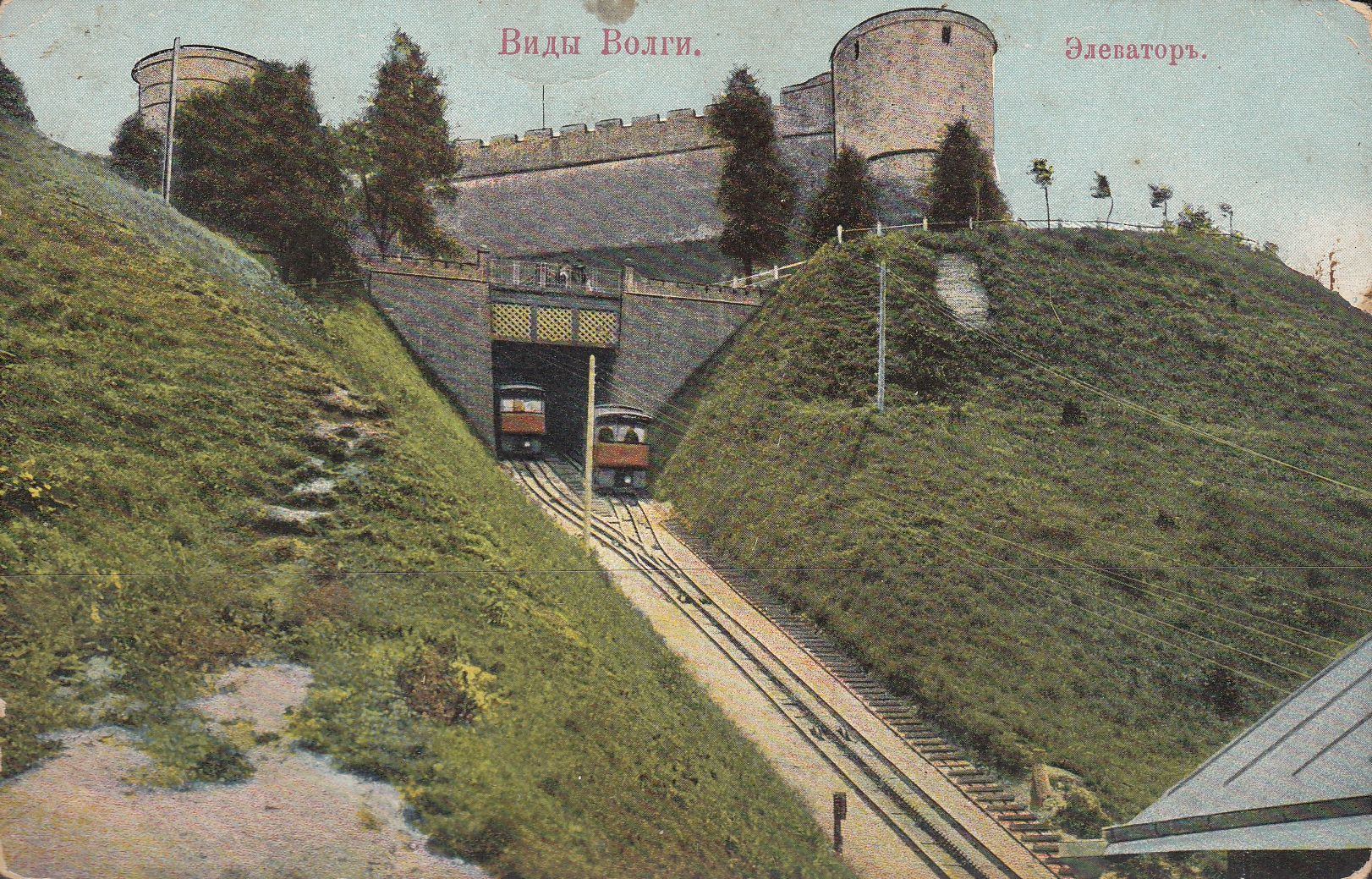
Lanová dráha od Volhy do kremlu, v provozu mezi lety 1896–1926

Celé 19. století kreml spíše chátral. Roku 1812 se z kremelského areálu vypravily jednotky dobrovolníků pro boj s Napoleonem. V té době už ale neplnil obrannou funkci.
K první řádné rekonstrukci bylo přistoupeno až roku 1894, kdy byla opravena Dmitrijevská věž, aby zde mohlo být roku 1896 otevřeno muzeum. Věž přitom změnila svůj vzhled, na její vrchol byl umístěn dvouhlavý orel (symbol Ruského impéria). Zároveň byl obnoven bílý nátěr kremlu. Přístup do kremlu od řeky byl usnadněn výstavbou lanové dráhy roku 1896, ta však sloužila pouze 30 let, poté ztratila význam v souvislosti s výstavbou tramvajové linky a byla zrušena.
S nástupem bolševiků k moci doznal Nižněnovgorodský kreml značných změn. Jeho hradby získaly znovu červenou barvu, střechy zelenou. Dvouhlavý orel na Dmitrijevské věži byl nahrazen vlajkou SSSR a muzeum ve věži bylo zrušeno. Nejcitelnějším zásahem bylo zbourání Spaso-Preobraženského chrámu, na jehož místě vyrostl konstruktivistický Dům sovětů (dnes sídlo městského zastupitelstva). Na konci 30. let existovaly reálné plány na zbourání části kremlu, aby bylo možno rozšířit Sovětské náměstí (dnes náměstí Minina a Požarského). Tyto plány však naštěstí překazila 2. světová válka.
Během války hrál Nižněnovgorodský kreml důležitou vojenskou i symbolickou roli. Přímo v kremlu či na náměstí před ním se formovaly vojenské jednotky, vysílané na fronty 2. světové války – obdobně jako se zde kdysi v roce 1611 formovali pod vedením Kuzmy Minina a Dmitrije Požarského povstalci na pomoc okupované Moskvě. Zároveň kreml sloužil jako důležitý bod protiletecké obrany – na třech věžích byla sňata krytina a byly zde instalovány protiletecké baterie, chránící Gorkij (jak se tehdy město jmenovalo) před nálety německé Luftwaffe.

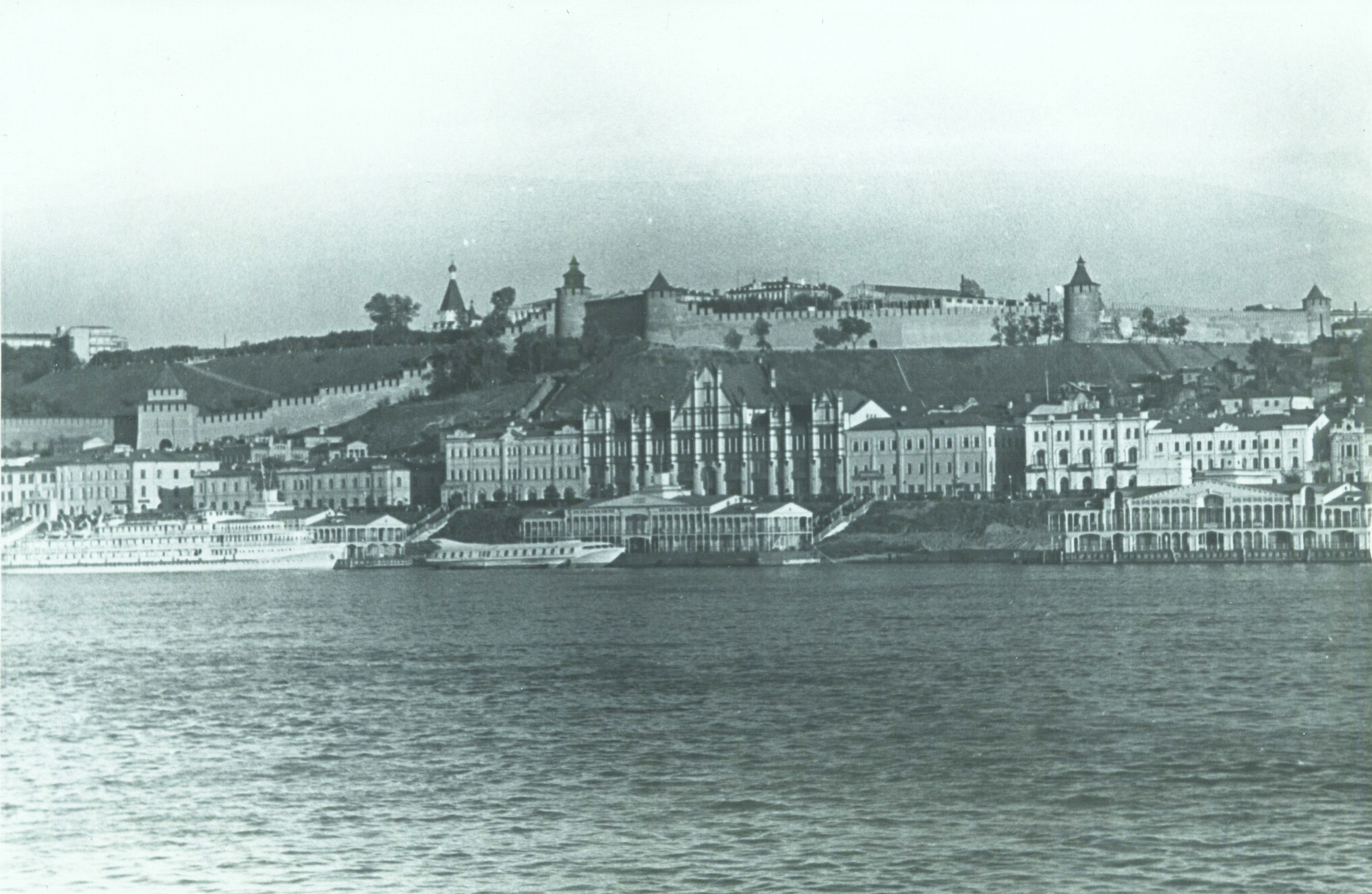
Kreml v Gorkém. 1962 rok

V roce 1949 započala generální rekonstrukce kremlu, završená až roku 1981. Během ní byly na všech věžích (kromě Dmitrijevské) obnoveny dřevěné jehlanovité střechy, byla obnovena Borisoglebská věž, která se dříve zřítila kvůli sesuvu půdy, cimbuří byla opět zastřešena. 8. května 1975 byl otevřen památník Gorkované — frontě, připomínající výstavou bojové techniky obrovské nasazení místních obyvatel při výrobě zbraní pro Rudou armádu pro obranu před nacisty.
Po pádu SSSR si Nižněnovgorodský kreml udržel status městského i oblastního administrativního centra. Objevily se obchody se suvenýry, zbouraný chrám připomíná nová kaple a především byla roku 2012 dostavěna Věž Početí a přilehlá část zdi, které byly po požáru na konci 18. století rozebrány na stavební materiál. Areál kremlu se tak stal po dlouhé době opět kompletní.

## Pověsti
S Koromyslovou věží Nižněnovgorodského kremlu jsou spojeny dvě pověsti. První z nich vypráví o tom, jak astrachaňští Tataři v čele s Sahibem I. Girejem oblehli město. Tataři chtěli získat kreml lstí, a v noci se proto nepozorovaně přiblížili k jeho hradbám. Avšak brzy ráno vyšla jedna z nižněnovgorodských žen pro vodu. Když spatřila Tatary, svedla s nimi nerovný boj, přičemž než jí stačili nájezdníci zasadit smrtelnou ránu šavlí, 10 z nich zabila váhou na nošení věder. Tataři se zamysleli: Jestliže jsou zde tak statečná děvčata, jacípak asi budou bojovníci? Raději proto odtáhli bez boje pryč. Věž, u které se tato událost odehrála, se potom začala nazývat podle váhy na nošení věder (rusky koromyslo), kterým chrabrá žena zachránila město.
Jiná pověst vysvětluje původ názvu Koromyslové věže takto: Aby byla stavba úspěšná, bývalo zvykem zakopat do jejích základů tu živou bytost, která jako první přijde na místo stavby. Tehdy přišla s vědry na váze dívka, která mířila do nedaleké říčky Počajny pro vodu. Zakopali ji tedy na místě i s váhou a vědry. Jiná verze této pověsti praví, že stavitelům se zželelo dívky, proto do základů namísto ní zakopali vážku, připomínající váhu na nošení věder, aby tak dostáli starému obyčeji.

## Areál kremlu

### Věže
- Jiřská (Georgijevskaja) věž – název získala podle nedochovaného chrámu sv. Jiří, který stál v její blízkosti. Do 17. století sloužila věž zároveň jako brána s padacím mostem.
- Borisoglebská (Borisoglebskaja) věž – název získala podle nedochovaného chrámu svatých Borise a Gleba, který stával pod kremlem. Kvůli sesuvům půdy byla značně poškozena, roku 1785 byla proto rozebrána. Obnovena byla roku 1972.
- Věž Početí (Začaťjevskaja nebo Začatskaja) – název získala podle kláštera Početí, který se nacházel v blízkosti. Jedná se o čtvercovou věžovou bránu. Ta původní byla zničena na konci 18. století, když vyhořela a byla rozebrána spolu s přiléhajícími hradbami na stavební materiál. Obnovena byla až roku 2012.
- Bílá (Bělaja) věž – kulatá věž, která získala název podle bílého kamene, z nějž je vystavěna spodní část věže. V 17.–18. st. se jmenovala Simeonovskou podle kláštera, který se nacházel v blízkosti.
- Ivanovská (Ivanovskaja) věž – pojmenována po nedalekém Chrámu Narození Jana Křtitele.
- Hodinová (Časovaja) věž – název získala podle hodin, které na ni byly v 16. století instalovány.
- Severní (Severnaja) věž – někdy taky nosila název Iljinské pro církev Elijáše Proroka, stávajícího na protější straně Počajinské soutěsky.
- Tajnická (Tajnickaja) věž – pojmenována podle tajného vchodu k říčce Počajně. Taky se jmenovala Mironosickou pro církev žen nositelek křižma (myra), stávajícího na protější straně Počajinské soutěsky, a taky „Na zeleně“ pro „Zelejný dvůr“, tj. výrobnu na střelný prach („zelje“), který stával v soutěsce pod věží.
- Koromyslova věž – viz Pověsti.
- Mikulášská (Nikolskaja) věž – název odkazuje k nedalekému chrámu sv. Mikuláše.
- Skladová (Kladovaja) věž – sloužila jako sklad.
- Dmitrijevská (Dmitrovskaja nebo Dmitrijevskaja) věž – hlavní věžová brána Kremlu, nazvaná na počest knížete Dmitrije Konstantinoviče Suzdalského. Je nejstarší ze všech věží.
- Prašná (Porochovaja) věž – sloužila k ukládání střelného prachu a jiných vojenských zásob.

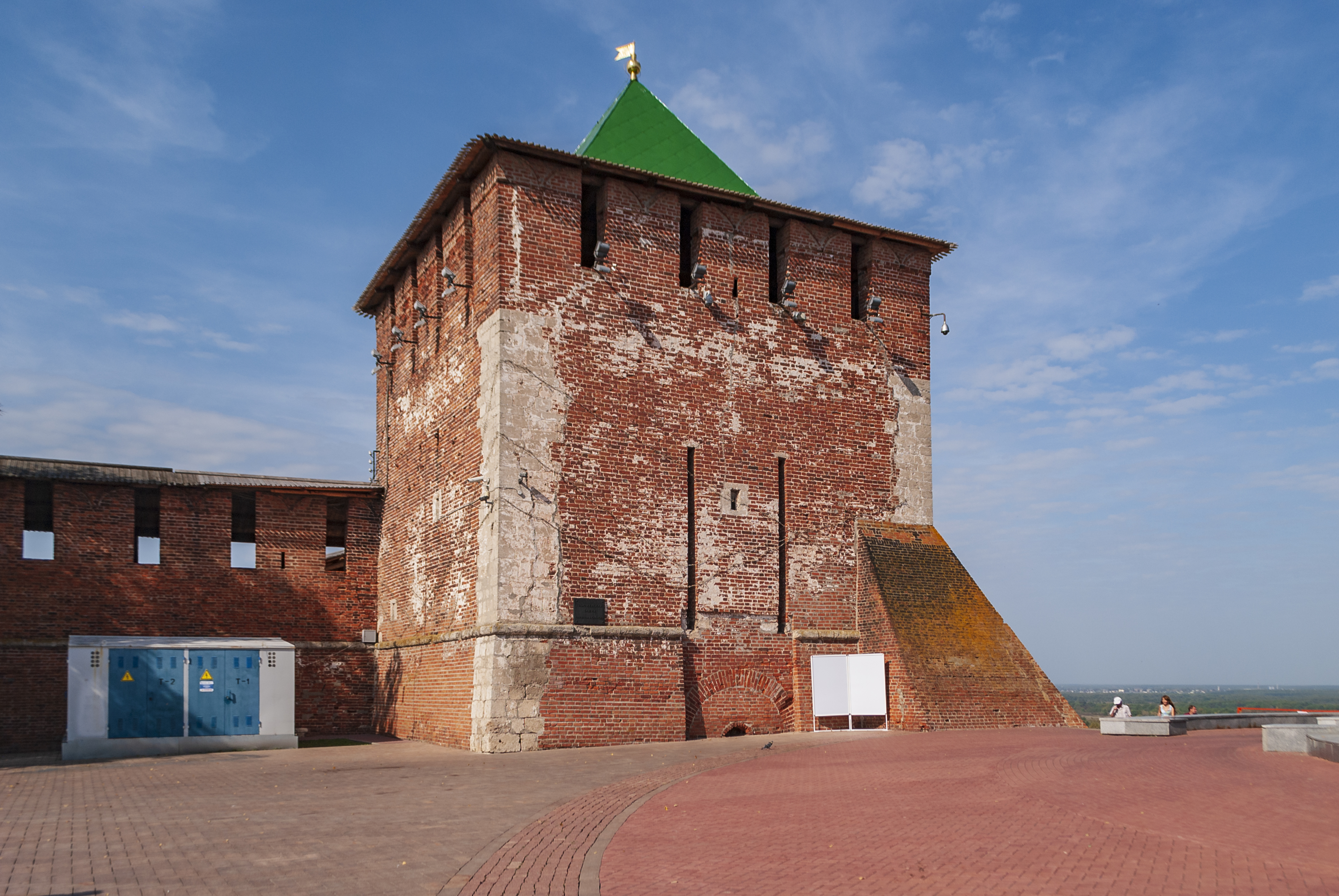
Jiřská věž
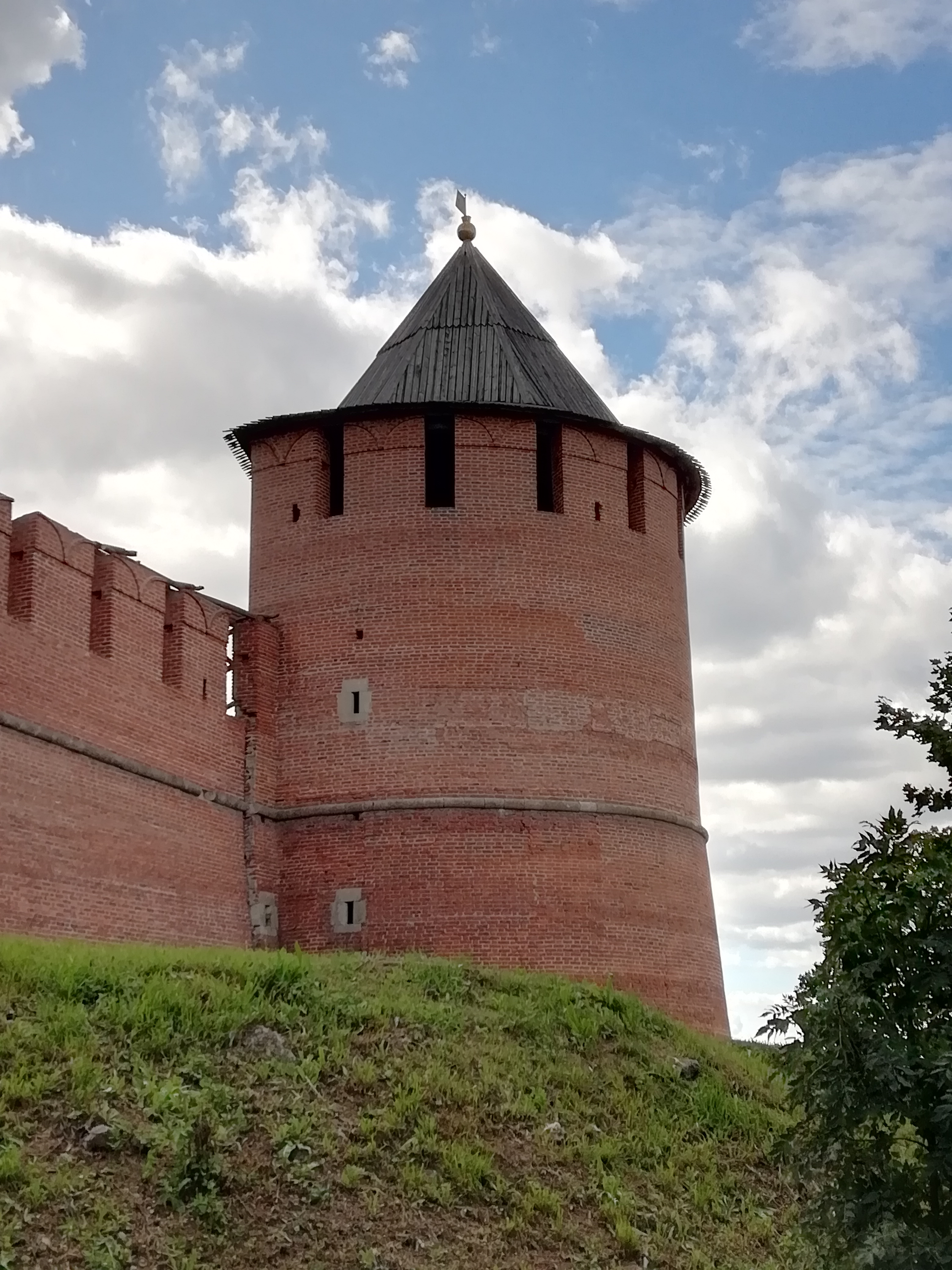
Borisoglebská věž
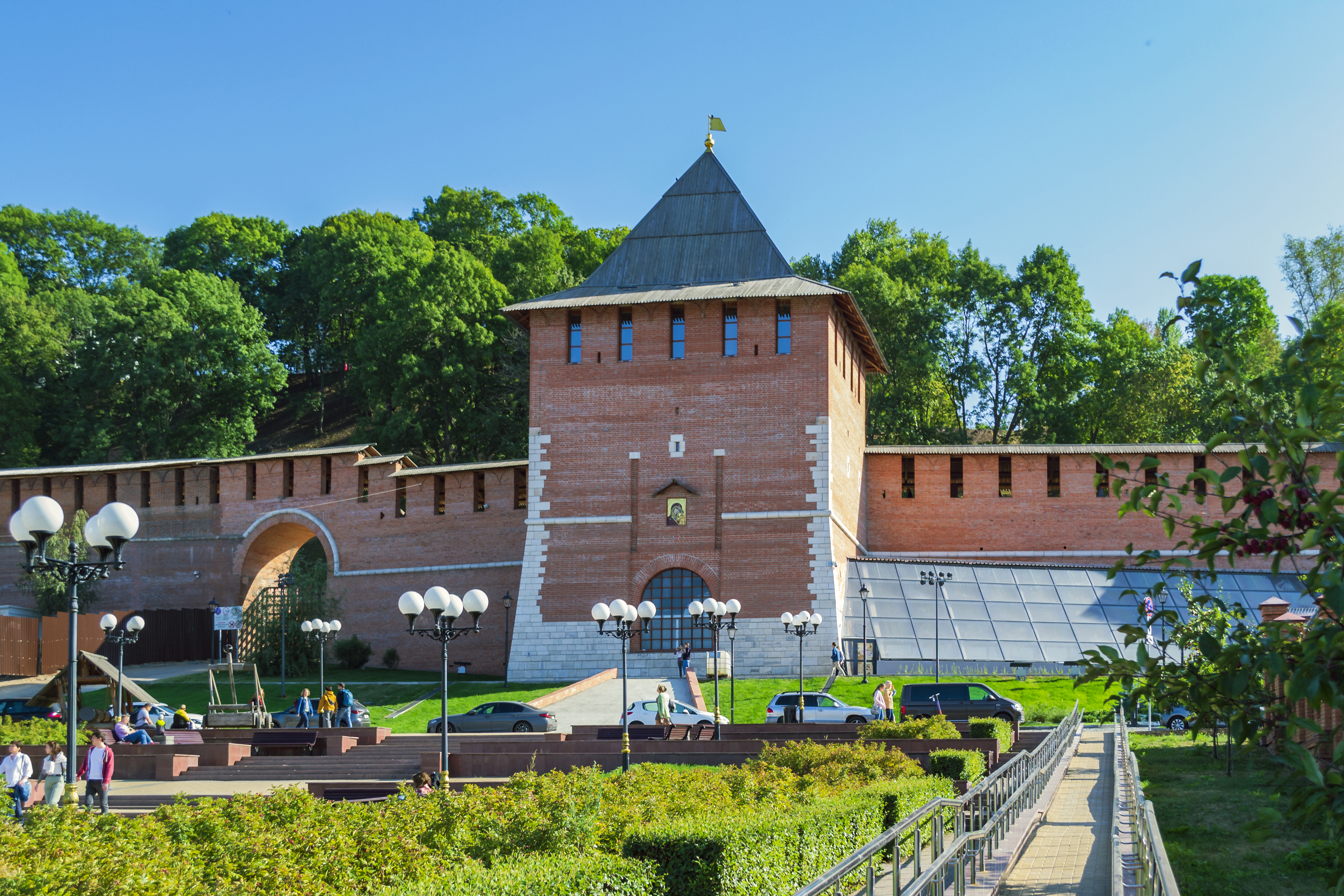
Věž Početí
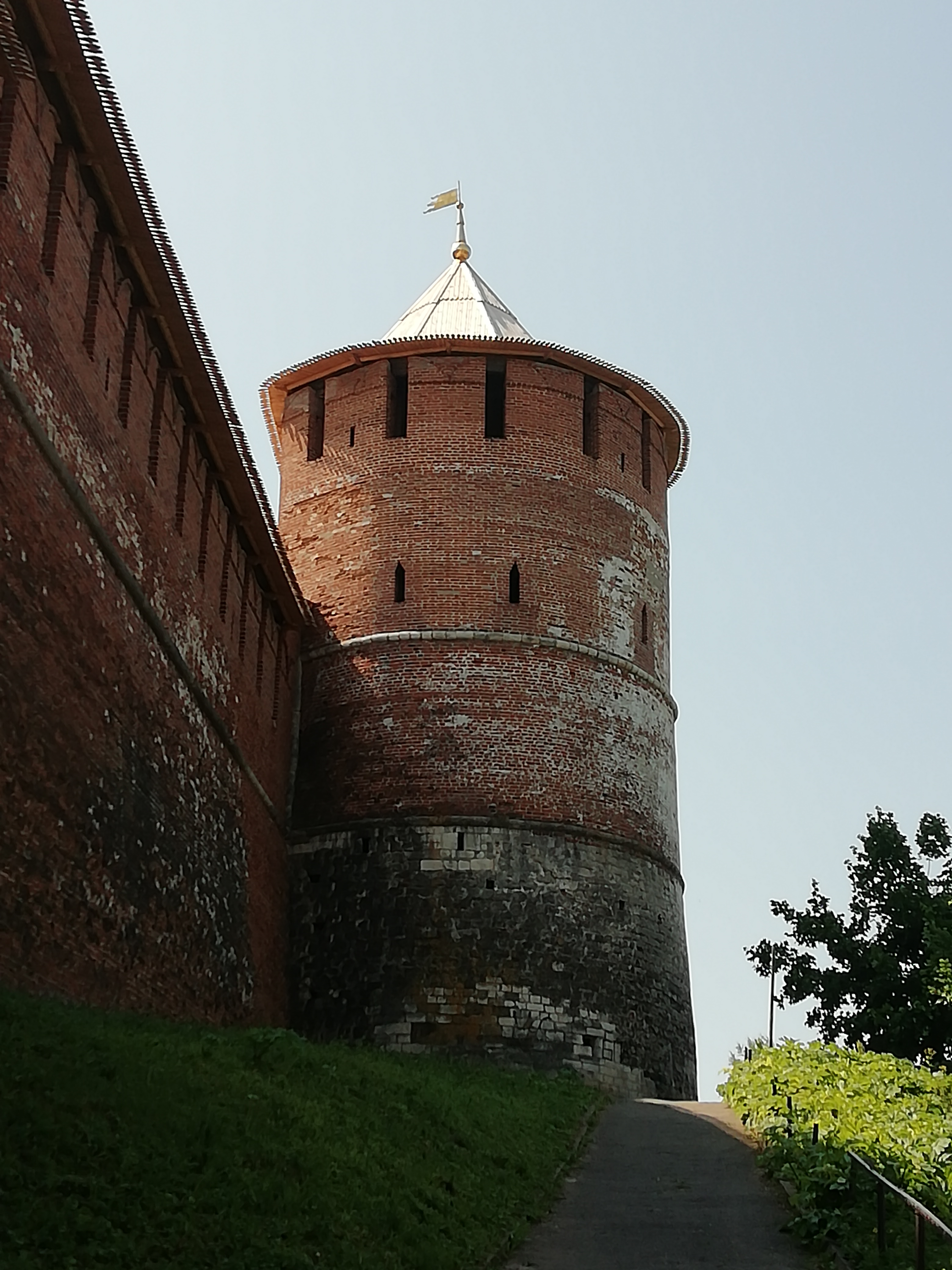
Bílá věž
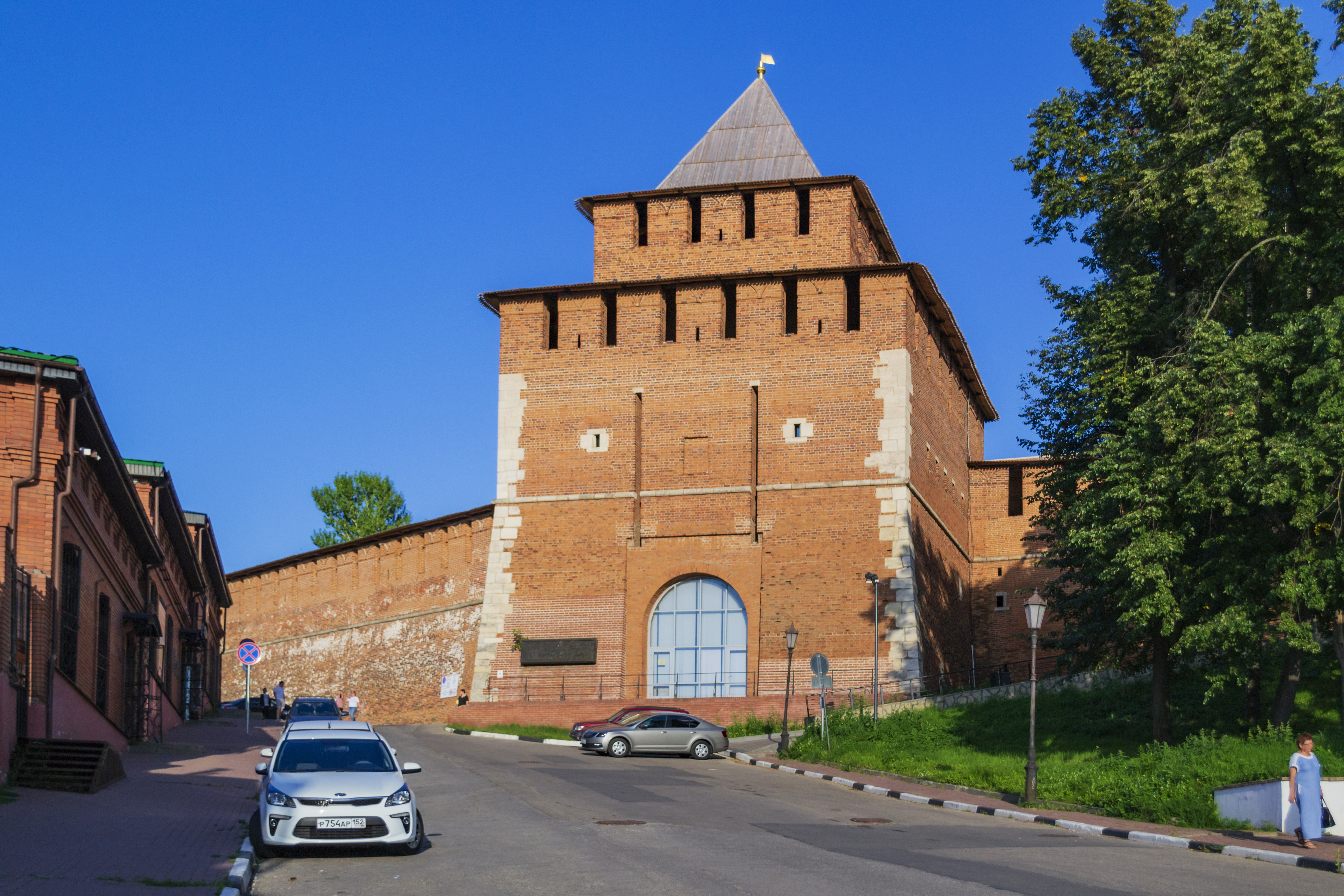
Ivanovská věž
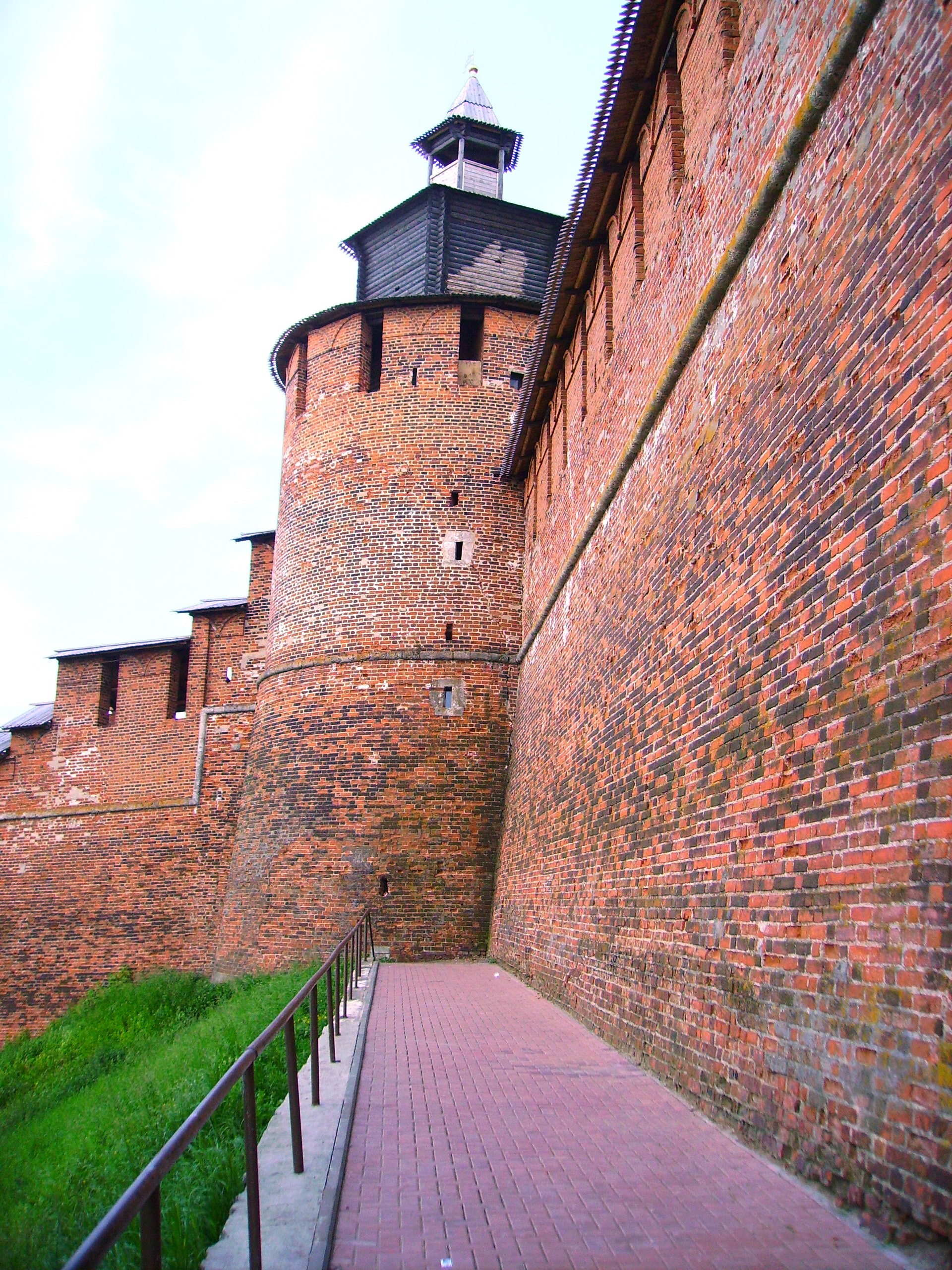
Hodinová věž
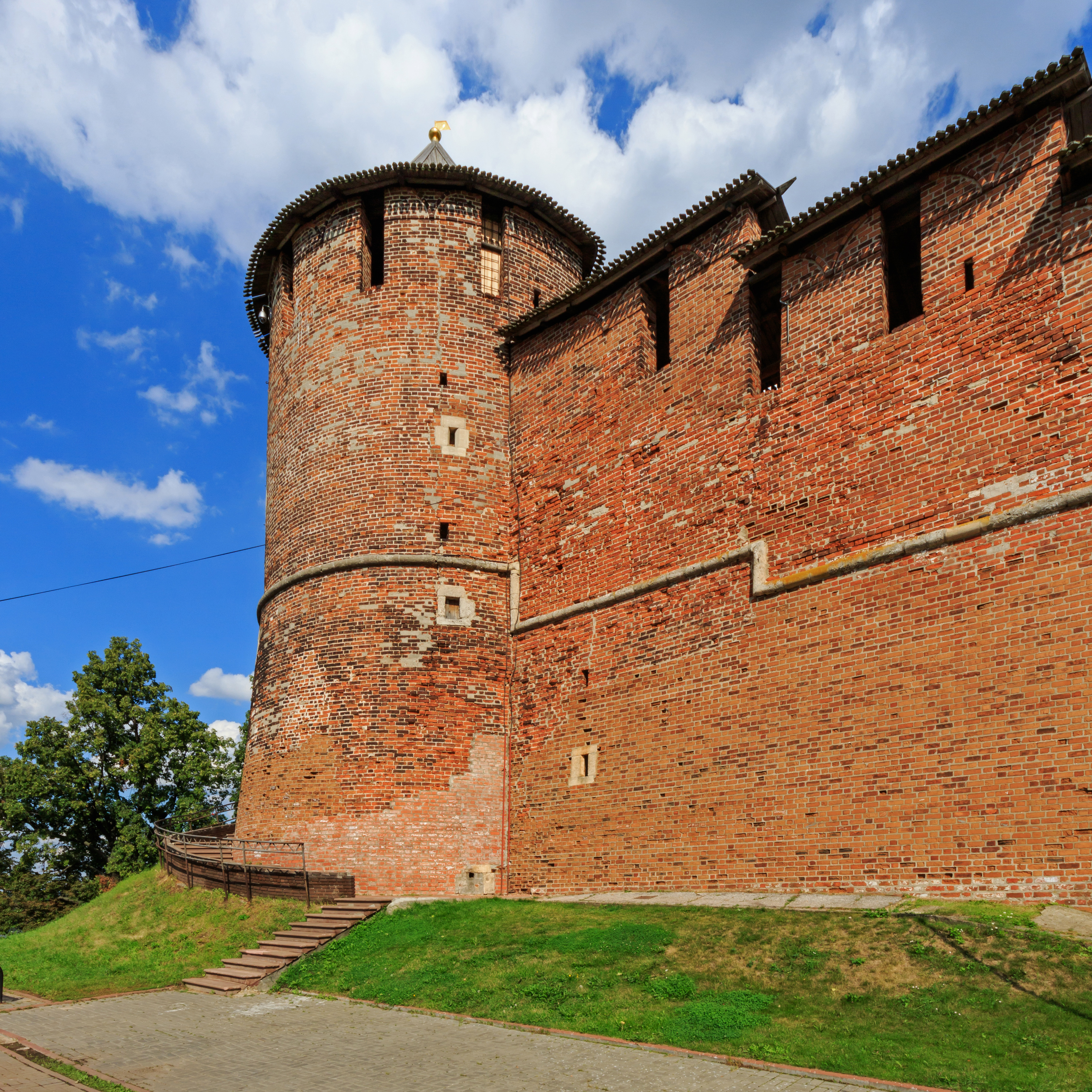
Severní věž
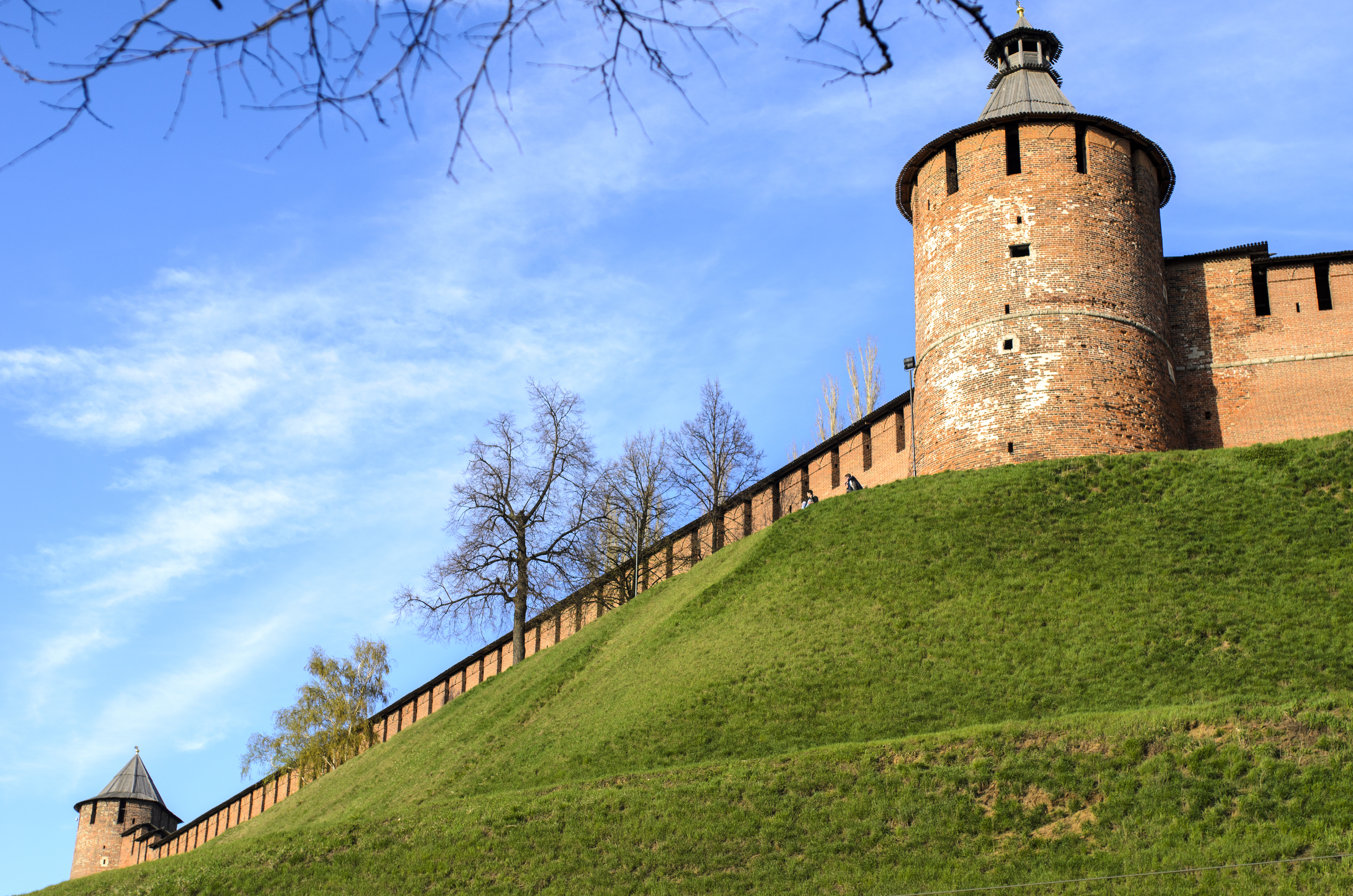
Tajnická věž
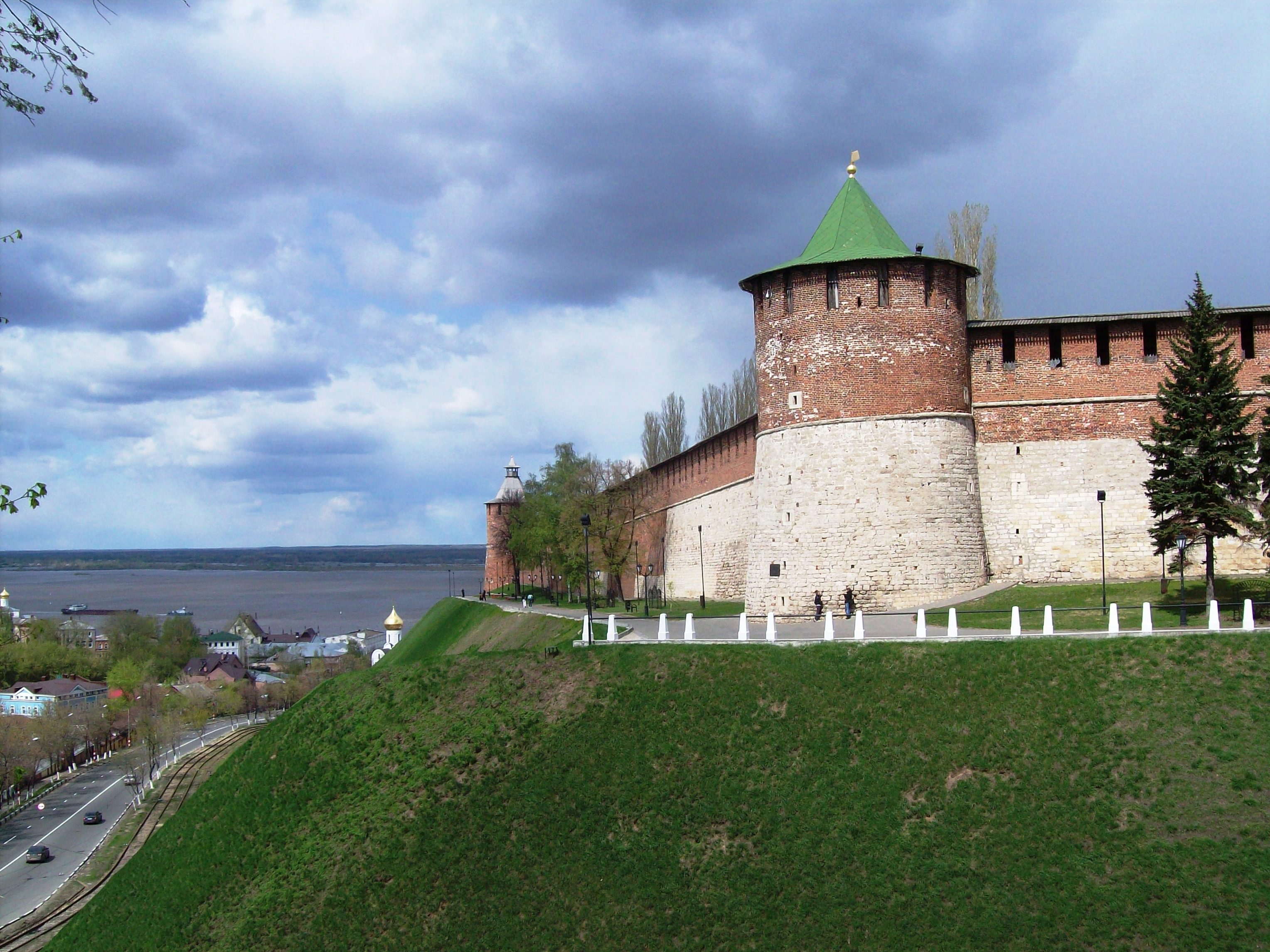
Koromyslová věž
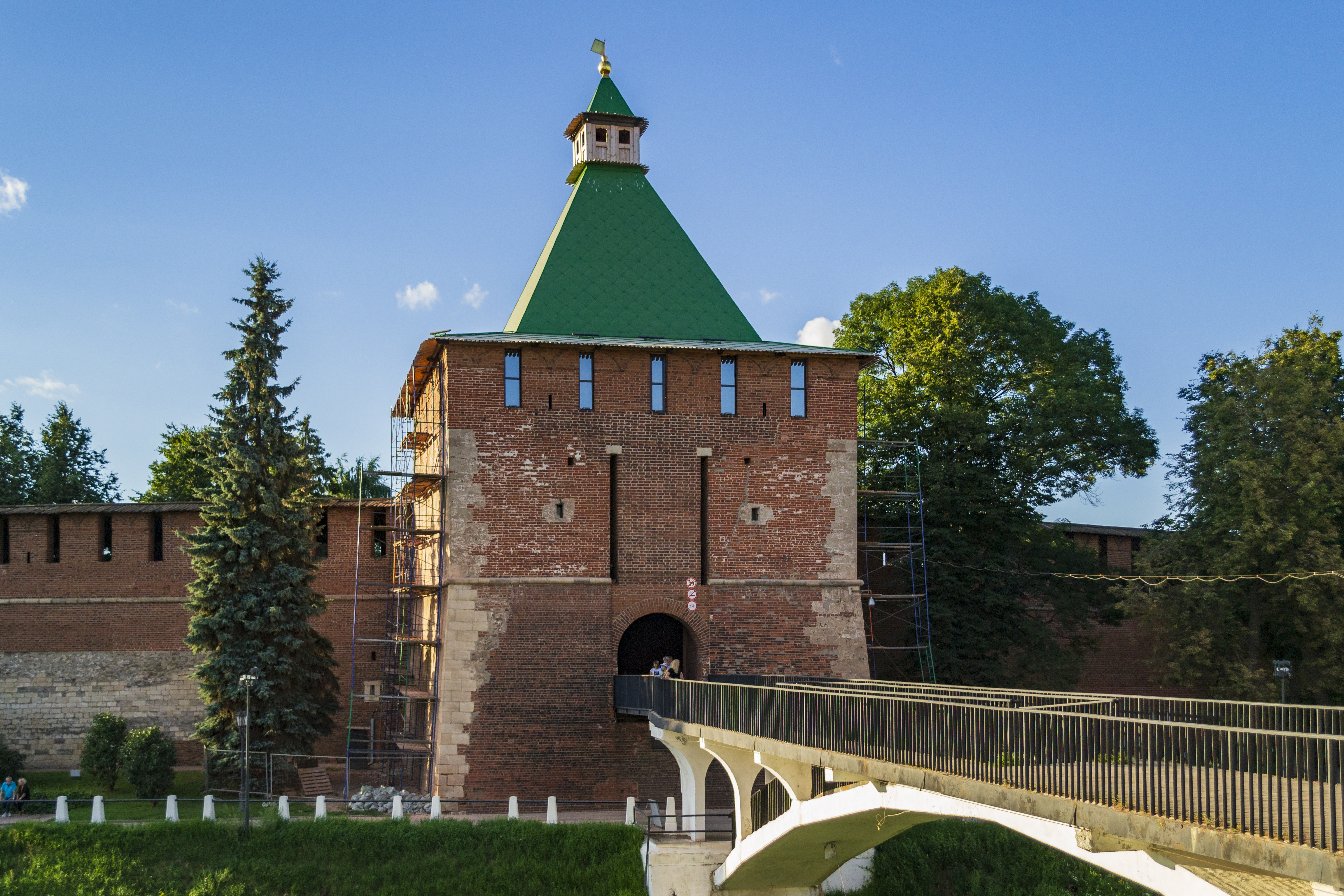
Mikulášská věž
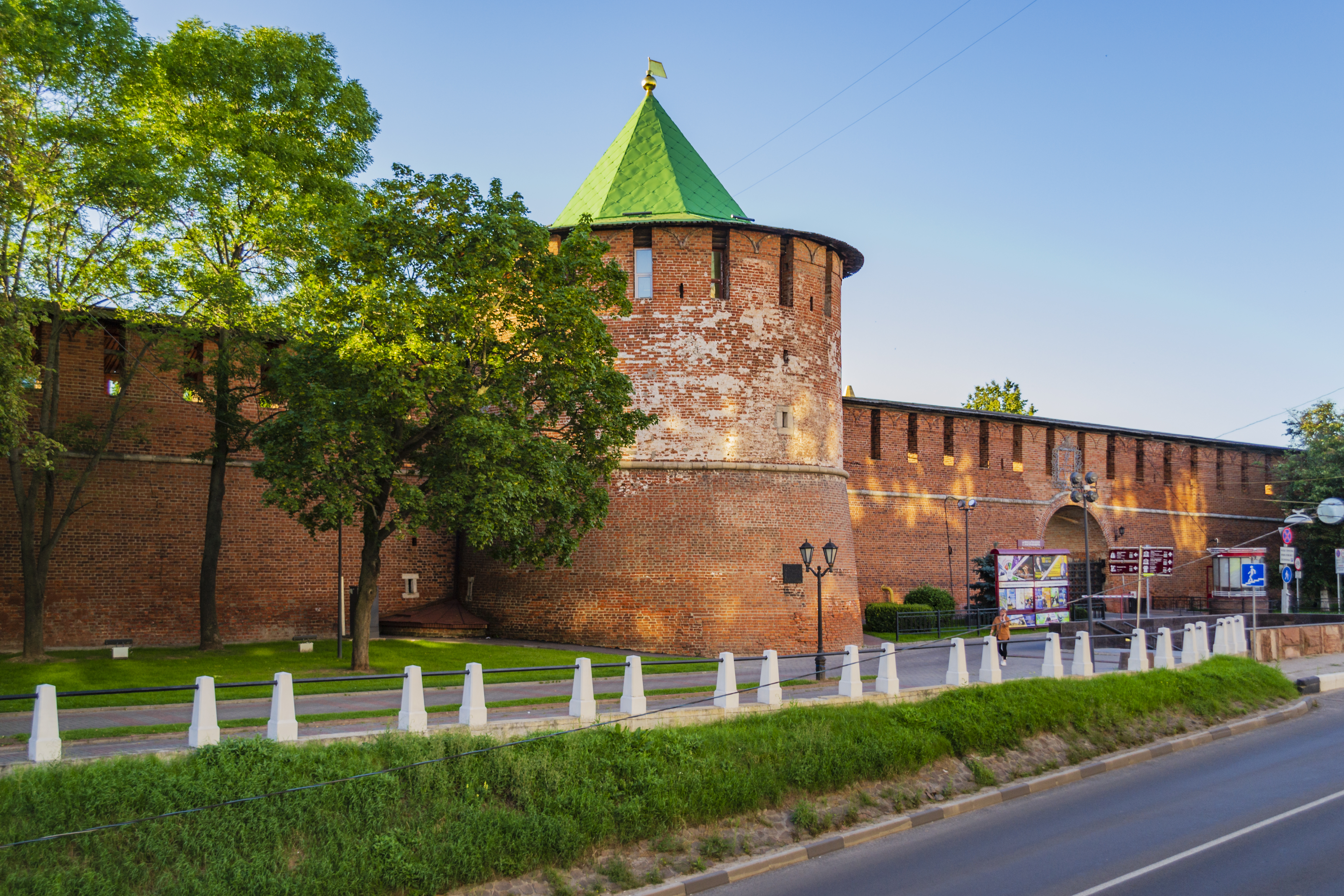
Skladová věž
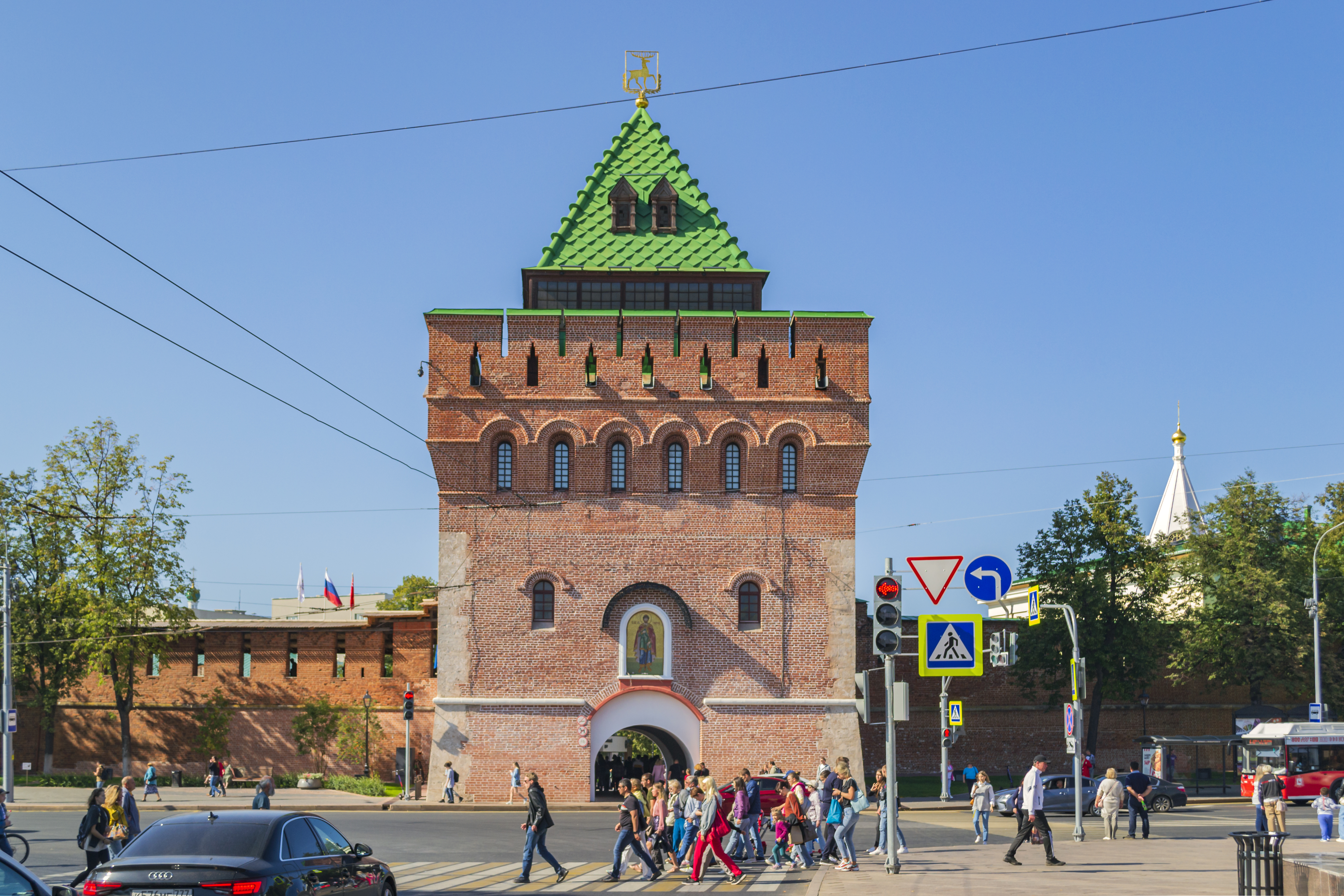
Dmitrijevská věž
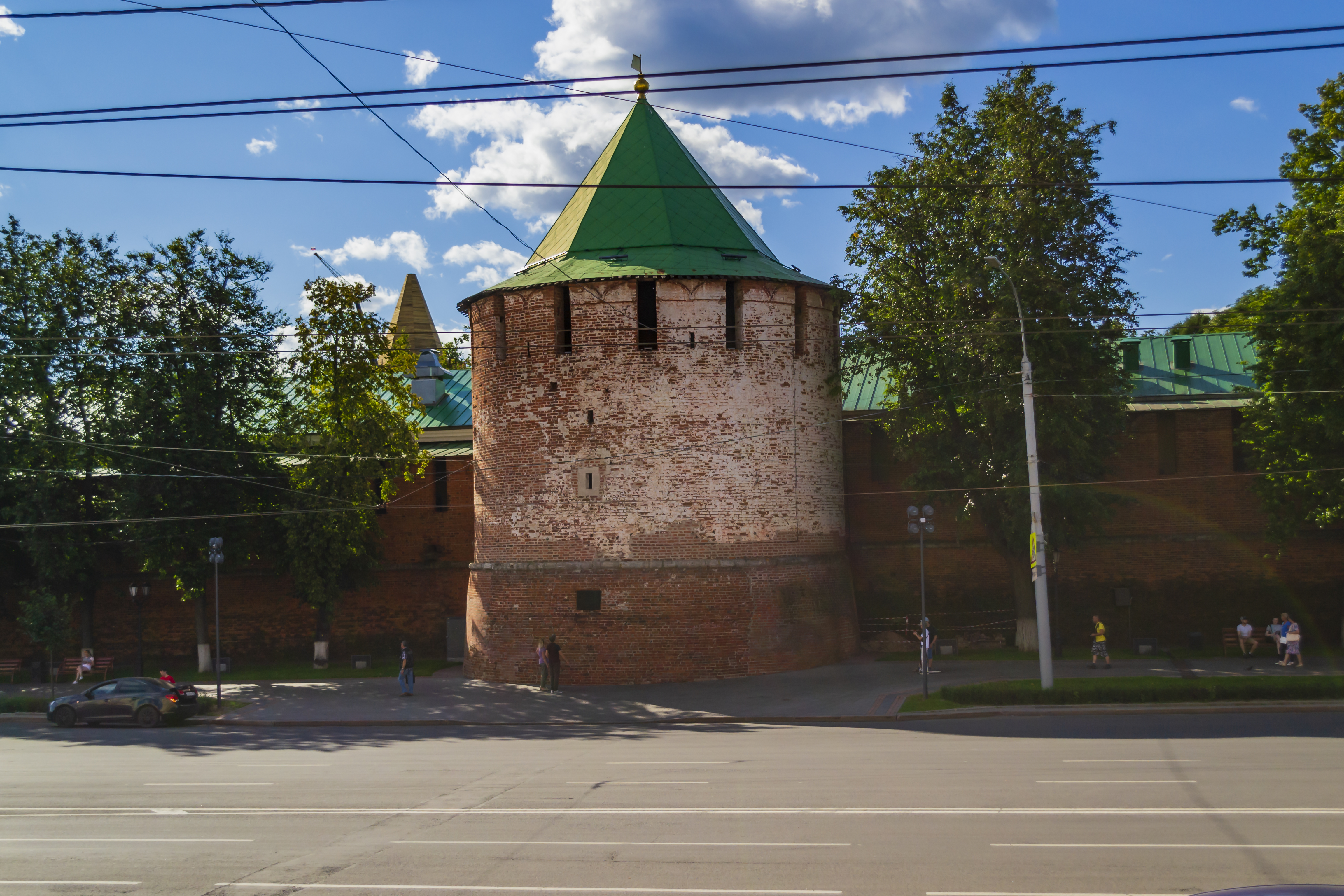
Prašná věž

### Chrámy
V průběhu historie se v areálu kremlu nacházela celá řada svatostánků, do dnešních dnů se však dochoval pouze chrám Archanděla Michaela. Ten stojí na místě původního dřevěného chrámu z roku 1221. Současnou podobu získal v letech 1628–1631, je tak nejstarším objektem v kremelských hradbách. Roku 1962 zde byly uloženy ostatky Kuzmy Minina, jež byly původně uloženy v bolševiky zbouraném Spaso-preobraženském chrámu.

V roce 2012 byla poblíž Domu sovětů zbudována Spasská kaple, která připomíná zničený Spaso-preobraženký chrám (s jehož obnovou se již nepočítá).

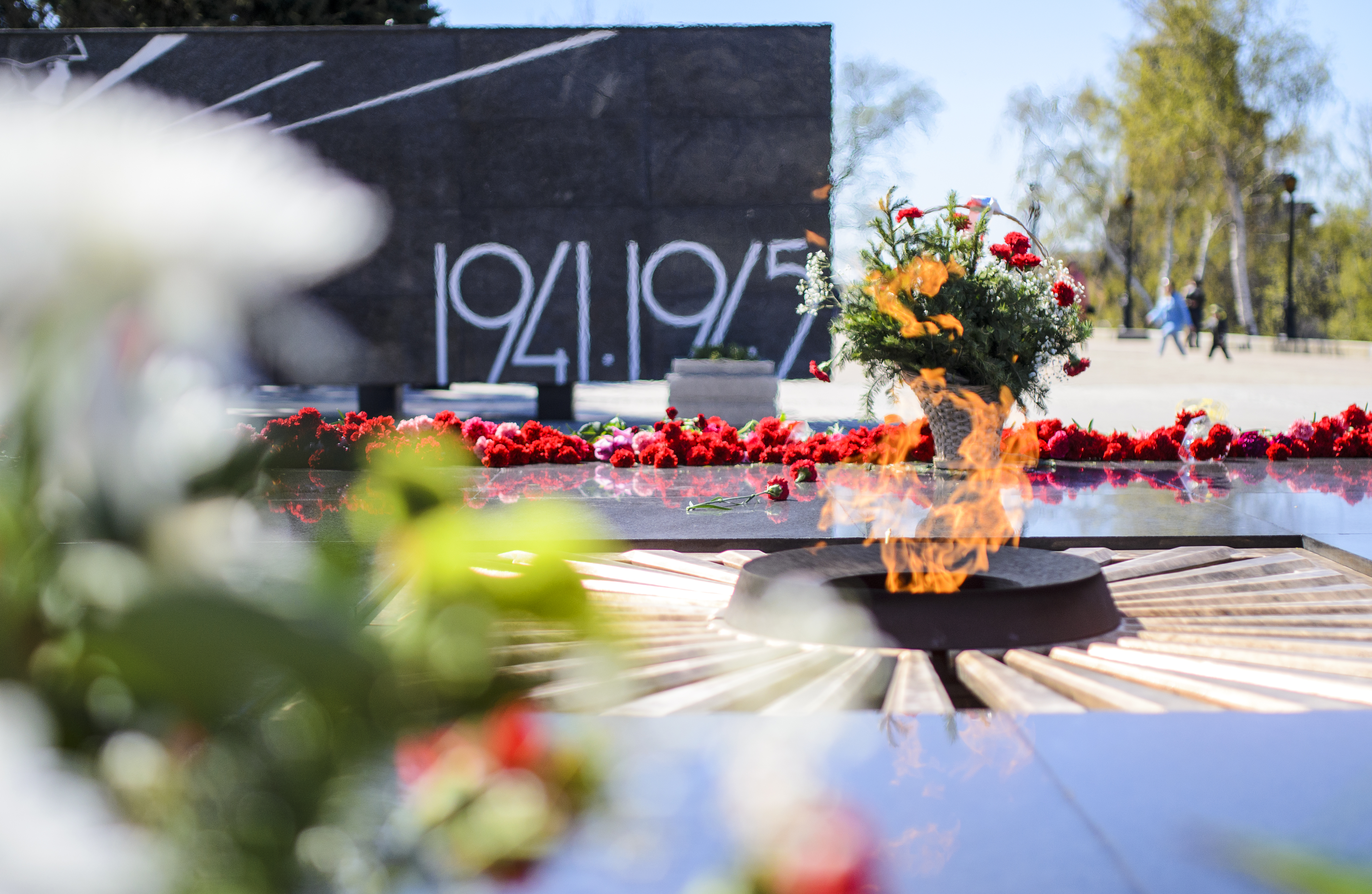
Věčný oheň

### Pomníky
- Obelisk na počest Minina a Požarského – vystavěno roku 1828 na připomínku těchto dvou osobností ruské historie, které právě v Nižním Novgorodě zformovali povstalecká vojska, jež ukončila polskou okupaci Moskvy
- Pomník knížeti Juriji Vsevolodoviči a episkopu Šimonovi – kníže Jurij Vsevolodovič byl zakladatelem Nižního Novgorodu
- Pomník obyvatelům Gorkého, kteří padli ve Velké vlastenecké válce, a věčný oheň
- Památník Gorkované — frontě – zřízen u příležitosti třicátého výročí vítězství ve 2. světové válce. Je tvořen především expozicí vojenské techniky, vyráběné v Gorkém (Nižním Novgorodě) v době boje s nacistickým Německem

### Instituce
- Zákonodárné shromáždění Nižněnovgorodské oblasti
- Dům sovětů – dnes administrativní budova a sídlo Městského zastupitelstva Nižního Novgorodu
- Arbitrážní soud Nižněnovgorodské oblasti
- Zbrojnice Nižněnovgorodského kremlu – výstavní centrum
- Kremelský koncertní sál
- Nižněnovgorodské státní historicko-architektonické muzeum Nižněnovgorodský kreml
- Nižněnovgorodské státní umělecké muzeum

## Galerie

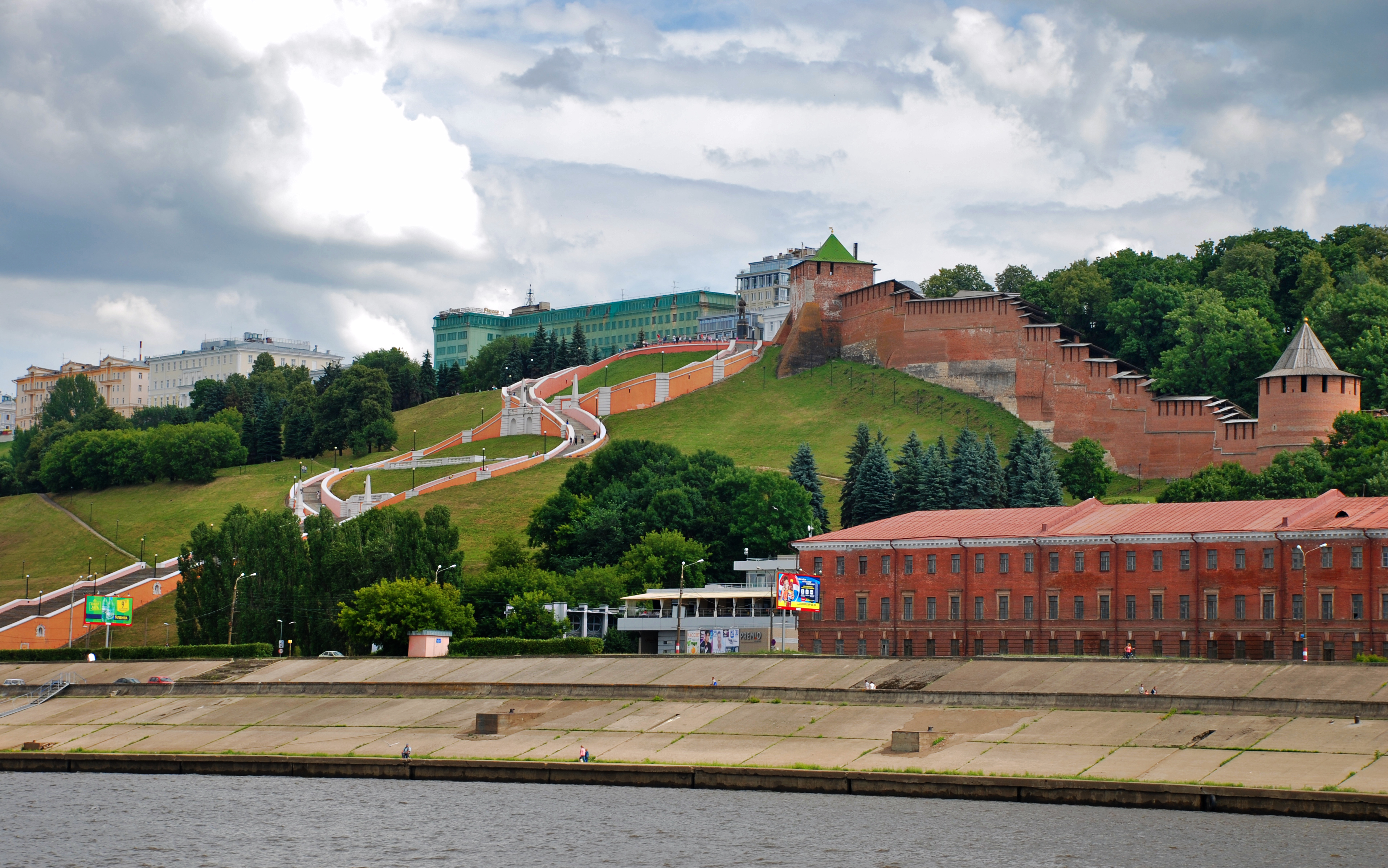
Pohled přes řeku Volhu, vlevo Čkalovské schody
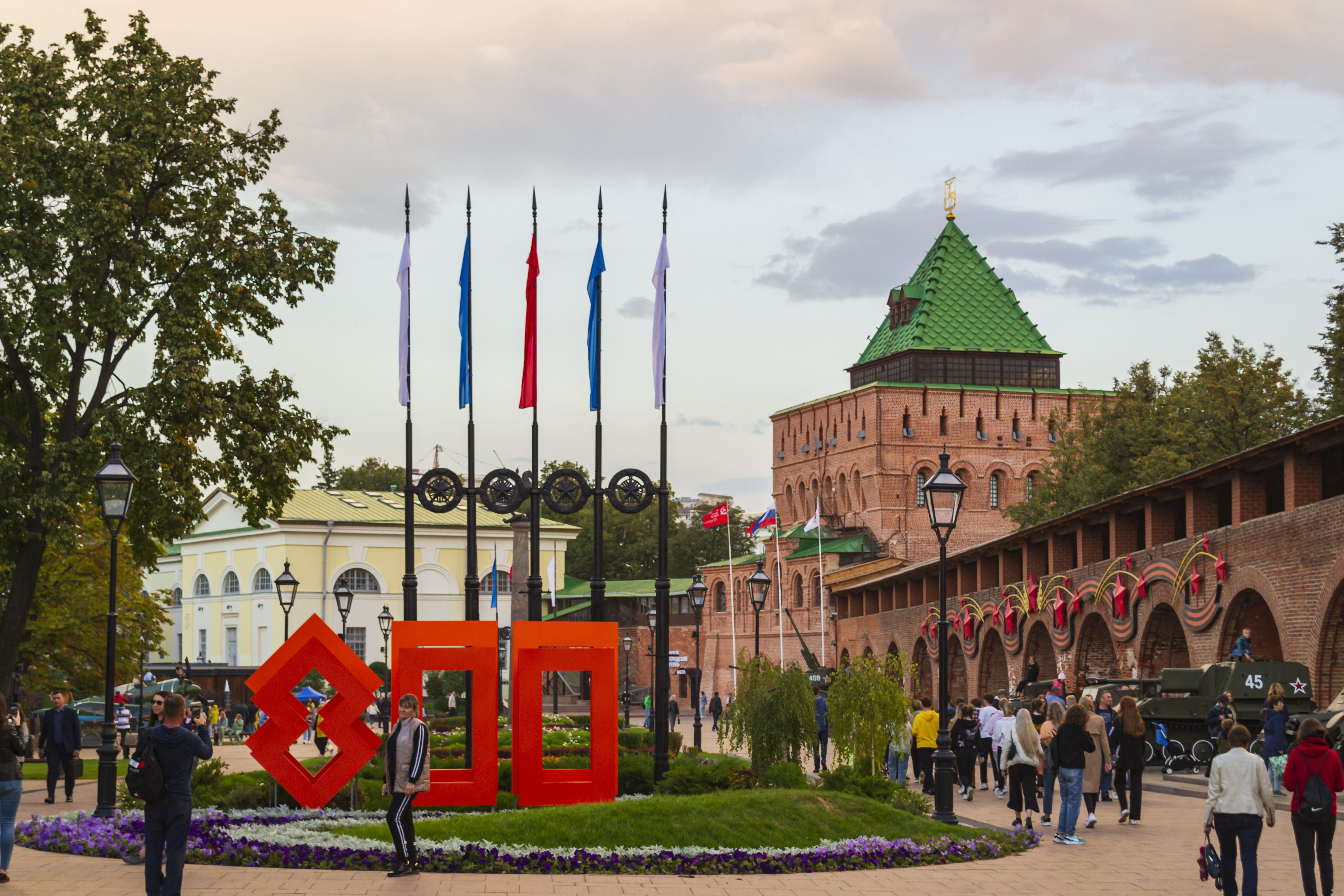
Památník Gorkované — frontě
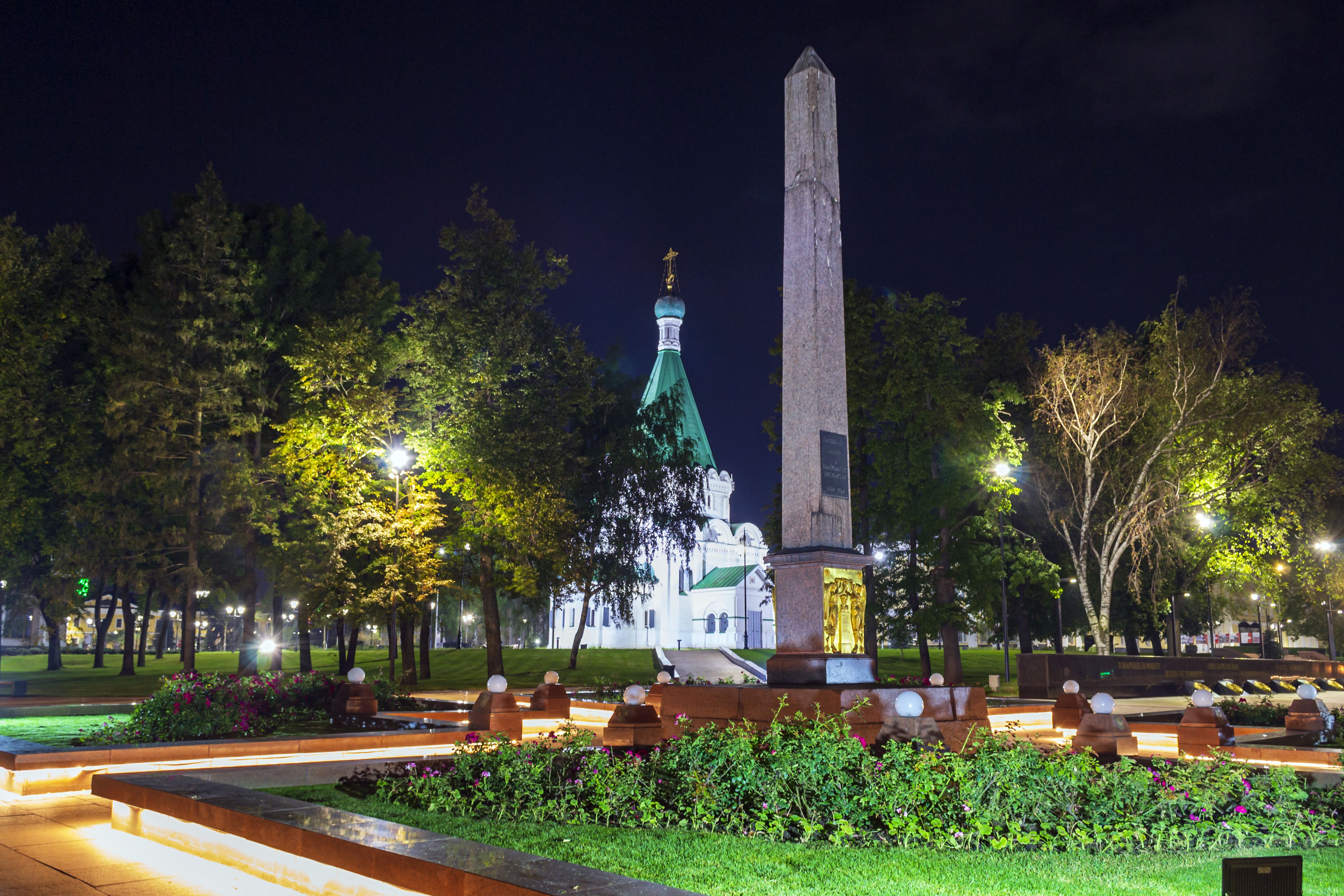
Obelisk na počest Minina a Požarského
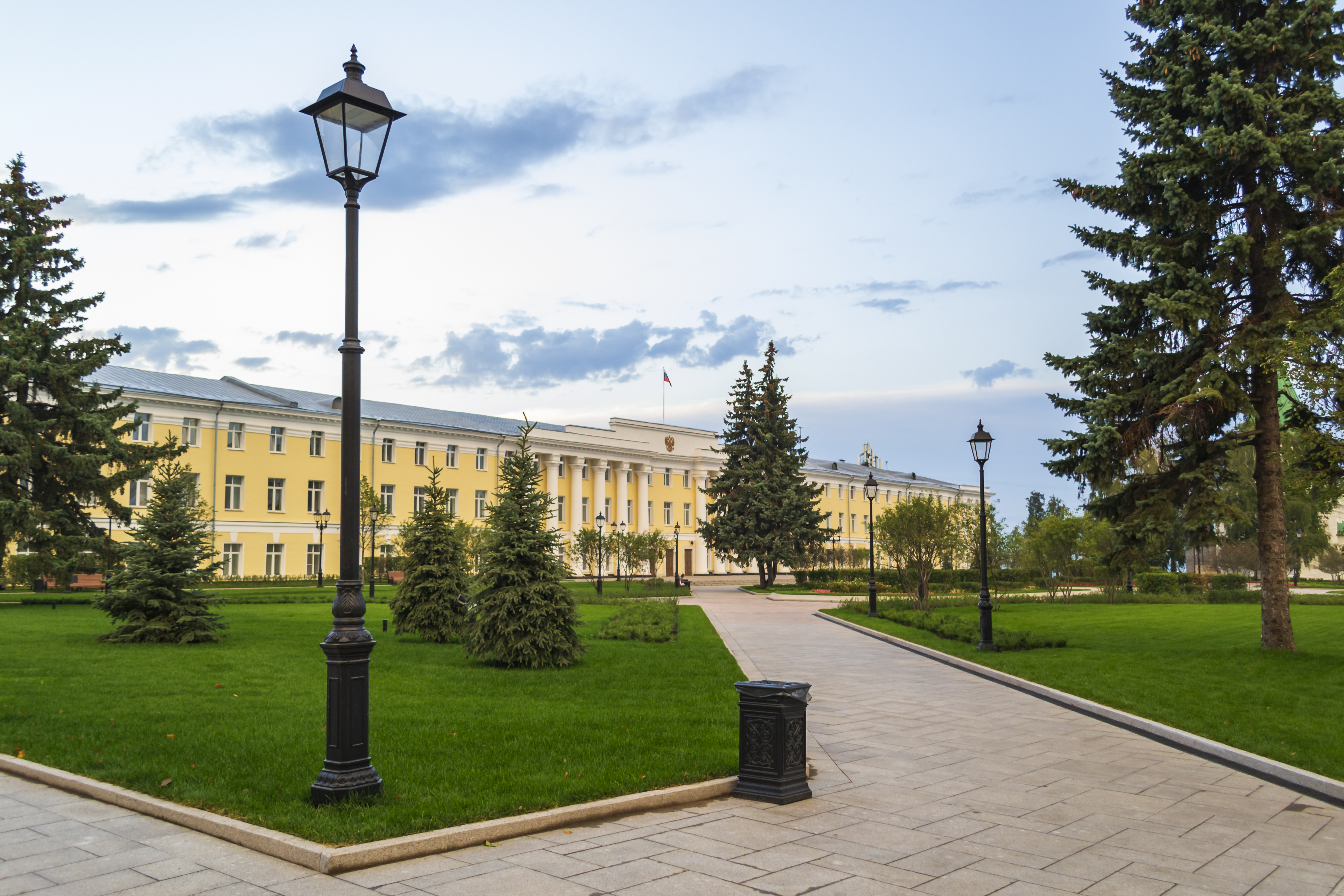
Zákonodárné shromáždění Nižněnovgorodské oblasti
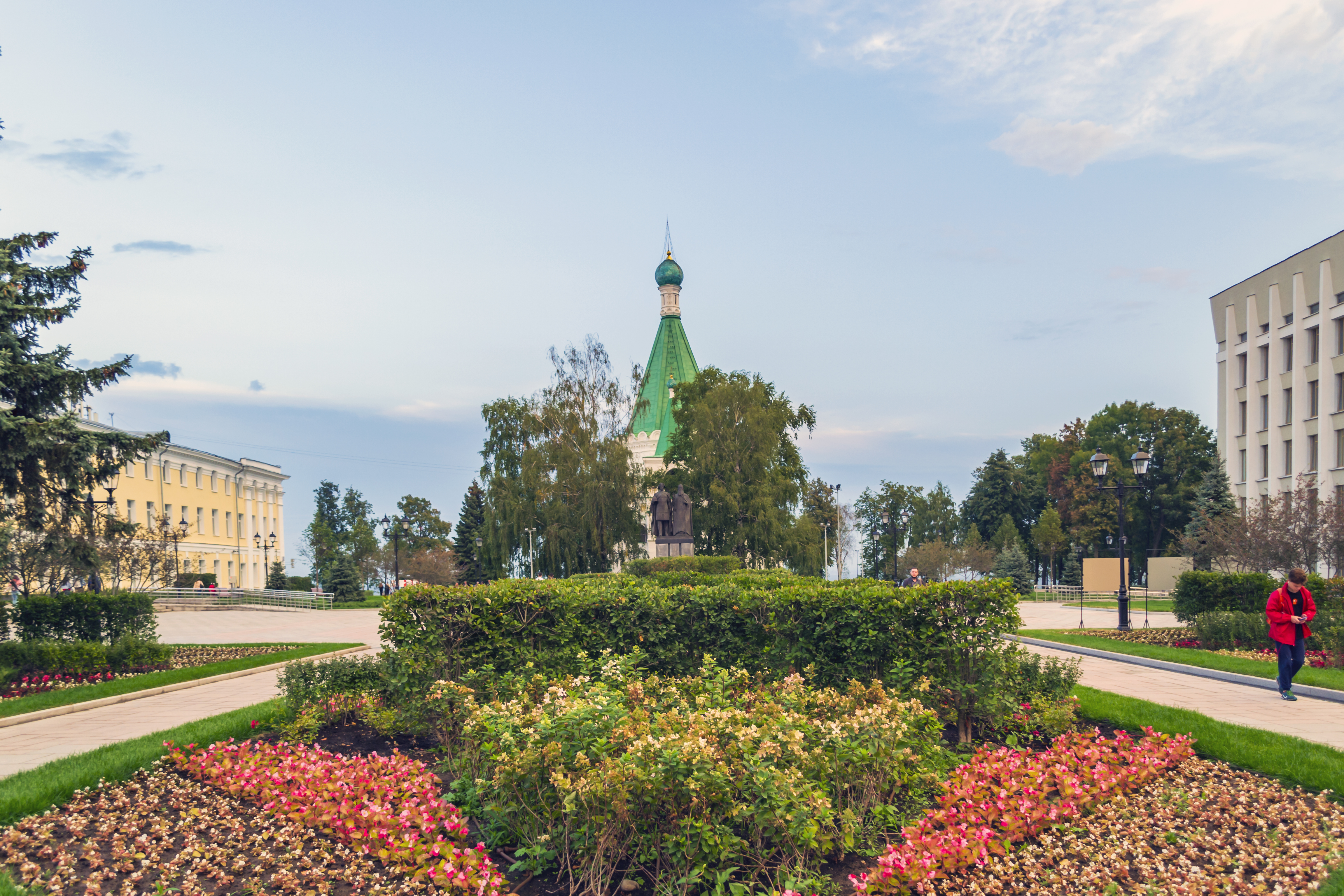
Chrám Archanděla Michaela, v popředí pomník knížeti Juriji Vsevolodoviči a episkopu Šimonovi
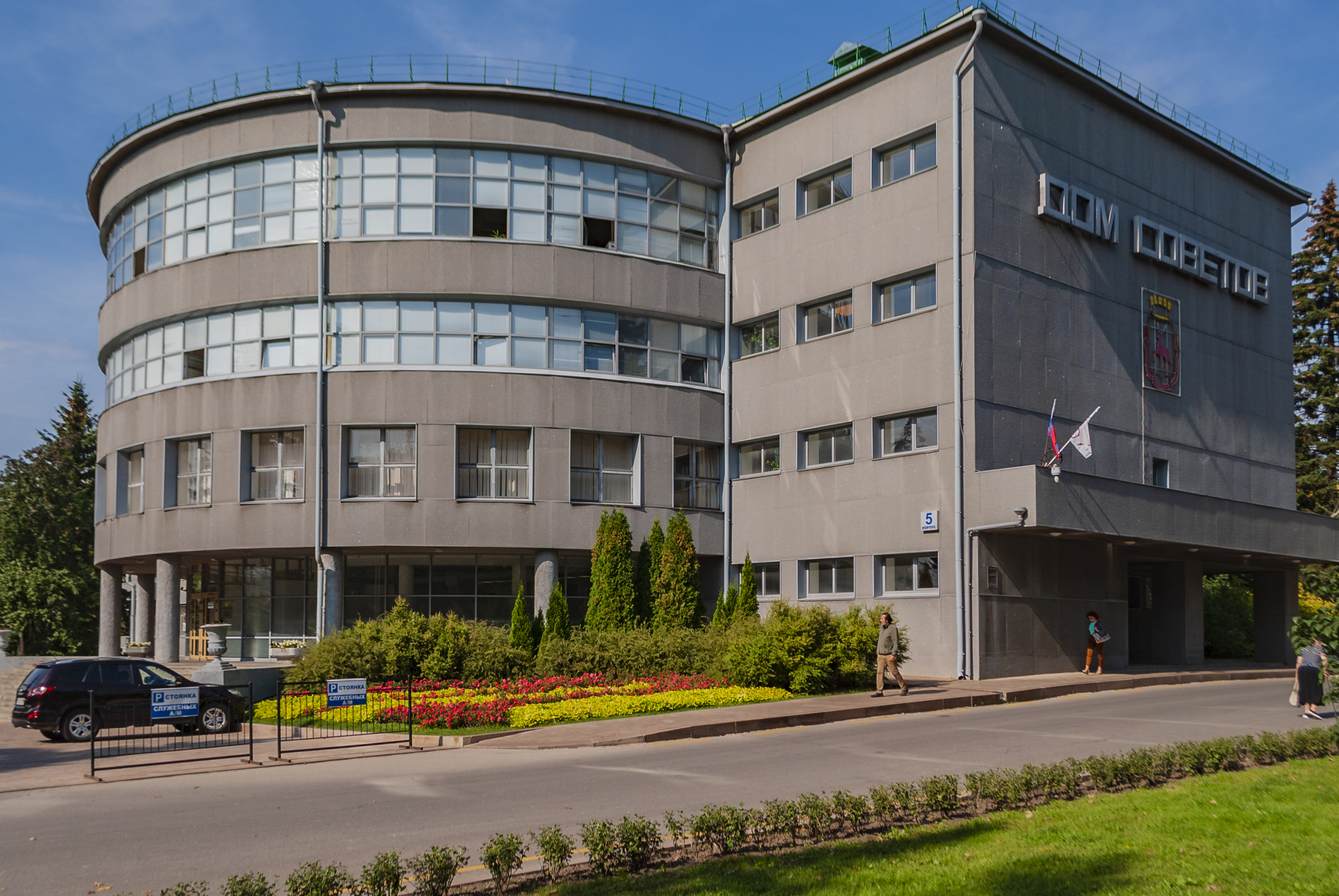
Konstruktivistický Dům sovětů